# Akademik Swischtow
Der OFK Akademik Swischtow (bulgarisch ОФК Академик Свищов) ist ein bulgarischer Fußballverein aus dem nordbulgarischen Swischtow. Er spielte in den 1970er und 1980er Jahren insgesamt vier Spielzeiten in der Parwa liga.

## Geschichte und Hintergrund
Akademik Swischtow gründete sich am 10. November 1949 unter dem Namen Stroitel Swischtow als Sportgemeinschaft der lokalen Wirtschaftsakademie. Anfangs zwischen zweiter und dritter Spielklasse pendeln etablierte sich die Mannschaft ab Mitte der 1960er Jahre in der B Grupa. Dort gelang am Ende der Spielzeit 1975/76 der Meisterschaftsgewinn verbunden mit dem Erstligaaufstieg. Mit neun Saisonsiegen gelang dem Neuling in der Spielzeit 1976/77 auf dem 13. Tabellenplatz der Klassenerhalt, in der folgenden Spielzeit platzierte sich die Mannschaft mit der gleichen Anzahl an Siegen auf dem letzten Tabellenplatz. Nach mehreren Jahren in der zweiten Liga gelang 1985 die Rückkehr in die Parwa liga. Mit dem elften Tabellenplatz in der Spielzeit 1985/86 gelang das beste Ergebnis der Vereinsgeschichte, ehe in der zweiten Spielzeit erneut der Wiederabstieg erfolgte. Nach mehreren Jahren in der zweiten Liga wurde der Klub am Ende der Spielzeit 1994/95 Opfer einer Ligareform und stieg im Zuge der Zusammenlegung der bis dato zwei Zweitliga-Staffeln in die Drittklassigkeit ab. Anfang des Jahrtausends kehrte der Klub in die Zweitklassigkeit zurück, aus der er 2005 erneut abstieg. Am Ende der Zweitliga-Spielzeit 2013/14 stieg die Mannschaft als Aufsteiger direkt wieder ab, seither ist die Mannschaft im regionalen Ligabereich aktiv.